# Flugsportverein Sindelfingen
| Flugsportverein Sindelfingen e.V. | Flugsportverein Sindelfingen e.V. | Flugsportverein Sindelfingen e.V. |
| --------------------------------- | --------------------------------- | --------------------------------- |
| Gründung                          | 1953                              | 1953                              |
| Adresse/ Kontakt                  | Postfach 341 71045 Sindelfingen   | Postfach 341 71045 Sindelfingen   |
| Mitglieder                        | 200                               | 200                               |
| Flugplätze                        |                                   |                                   |
| Segelflug/ Motorsegler/ Motorflug | Deckenpfronn-Egelsee              | Deckenpfronn-Egelsee              |
| Modellflug                        | Sindelfingen Affalterried         | Sindelfingen Affalterried         |
| Internet                          |                                   |                                   |
| Homepage                          | www.fsv-sindelfingen.de           | www.fsv-sindelfingen.de           |

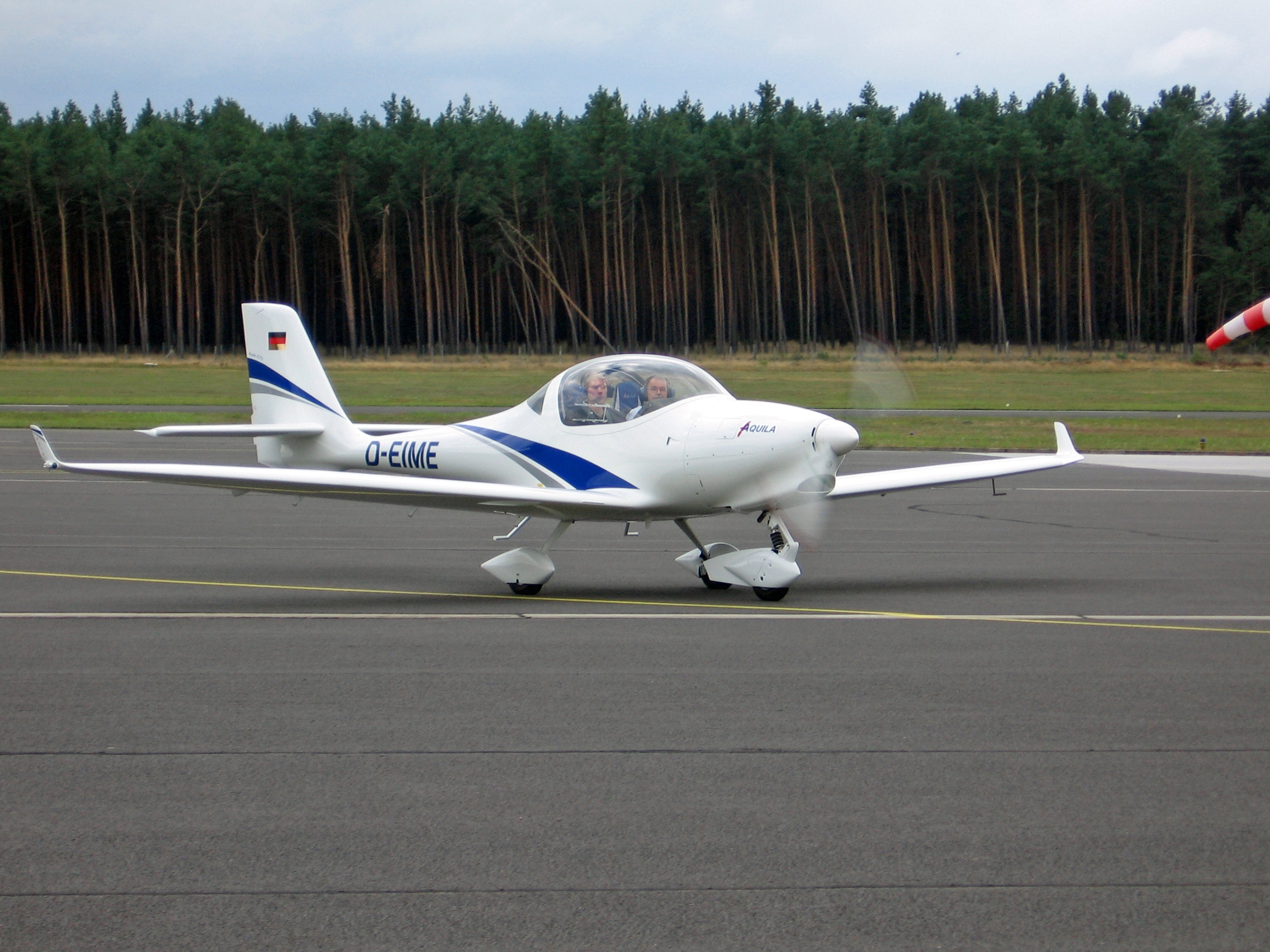
Vereinseigene Aquila A 210 beim Rollen in Schönhagen (EDAZ)

Der Flugsportverein Sindelfingen e.V. ist ein 1953 gegründeter Verein für verschiedene Luftsportarten aus Sindelfingen (Baden-Württemberg). Es gibt eine Segelflug/Motorsegler-, Motorflug- und eine Modellflugabteilung. Flugplätze sind der Flugplatz Deckenpfronn (Segelflug, Motorflug) und das Modellfluggelände Auszelgle bei Sindelfingen.

## Vereinsgeschichte
Der Flugsport hat in Deutschland und auch in Sindelfingen eine lange Tradition. Erste Zusammenschlüsse von Flugenthusiasten fanden dort bereits 1926 statt. Mit teilweise abenteuerlichen Konstruktionen stürzten sich die Flieger damals von den Hügeln der Umgebung, zum Beispiel am Goldberg, am Maurener Hang und später in Wildberg.
1953 wurde der Flugsportverein Sindelfingen e.V. in seiner heutigen Form gegründet. Zusammen mit der Fliegergruppe aus Böblingen konnte das Fluggelände auf der Hulb genutzt werden. Aus dem Ausbau des Stuttgarter Verkehrsflughafens folgte Anfang der 70er Jahre die Schließung dieses Fluggeländes, die Vereine mussten sich nach einer neuen Bleibe umsehen.
Diese fand der Flugsportverein Sindelfingen e.V. – zusammen mit dem Flugsportclub Calw – 1973 nahe der Gemeinde Deckenpfronn, am Rande des fliegerisch reizvollen wie attraktiven Schwarzwaldes. Unter größten gemeinsamen Anstrengungen wurde der gepachtete Platz hergerichtet und eine Flugzeughalle mitsamt Wirtschafts- und Schlafräumen gebaut.

## Abteilungen
Im Flugsportverein Sindelfingen e.V. vereinen sich drei Sparten des Luftsports:
- Die Abteilung Modellflug mit ihrem Fluggelände am Sindelfinger Auszelgle, der ungefähr 120 Mitglieder angehören.
- Etwa 12 Mitglieder widmen sich dem Motorflug, den sie mit einer AQUILA A 210 vom Flugplatz Deckenpfronn-Egelsee bei Herrenberg aus ausüben können.
- Der Sparte Segelflug wiederum gehören 70 aktive Segelflieger an, die ihren Sport meist auch auf dem Fluggelände Deckenpfronn-Egelsee ausüben. Sportliche Höhepunkte sind die regelmäßigen Teilnahmen an Landes- und Bundes- bis hin zu Europameisterschaften, sowie zahlreiche Leistungsflüge unter anderem in Namibia, Australien und den Alpen.

## Überregionale Erfolge
- 3. Januar 1992: Weltrekord Katrin Senne (geb. Keim) (Klasse D2, Geschwindigkeit: 500 km Dreieck mit 113,87 km/h)
- 5. Januar 1992: Weltrekord Katrin Senne (geb. Keim) (Klasse D2, Geschwindigkeit: 750 km Dreieck mit 121,02 km/h)
- 5. Januar 1992: Weltrekord Katrin Senne (geb. Keim) (Klasse D2, Distanz: 760,40 km Dreieck)
- 6. Januar 1992: Weltrekord Katrin Senne (geb. Keim) (Klasse D2, Geschwindigkeit: 300 km Dreieck mit 143,17 km/h)
- 7. Januar 1992: Weltrekord Katrin Senne (geb. Keim) (Klasse D2, Distanz: 673,50 km Zielrückkehr)
- 9. Januar 1992: Weltrekord Katrin Senne (geb. Keim) (Klasse D2, Geschwindigkeit: 100 km Dreieck mit 131,75 km/h)
- 1993: Vizeeuropameisterschaft Katrin Senne (geb. Keim) (Rennklasse Frauen)
- 13. November 1995: Weltrekord Katrin Senne (geb. Keim) (Klasse D1-M, Geschwindigkeit: 300 km Dreieck mit 125,71 km/h)
- 1998: Deutsche Vizemeisterschaft Katrin Senne (geb. Keim) (Rennklasse Frauen)
- 2003: Weltmeisterschaften, Vize-Weltmeisterin Katrin Senne (geb. Keim) (Rennklasse Frauen)
- 2007: Weltmeisterschaften, Weltmeisterin Katrin Senne (geb. Keim) (15-m-Klasse Frauen)
- 2009: Weltmeisterschaften, Vize-Weltmeisterin Katrin Senne (geb. Keim) (15-m-Klasse Frauen)